# Dimethyltetrasulfid
Dimethyltetrasulfid ist eine organische chemische Verbindung aus der Gruppe der organischen Polysulfide.

## Vorkommen

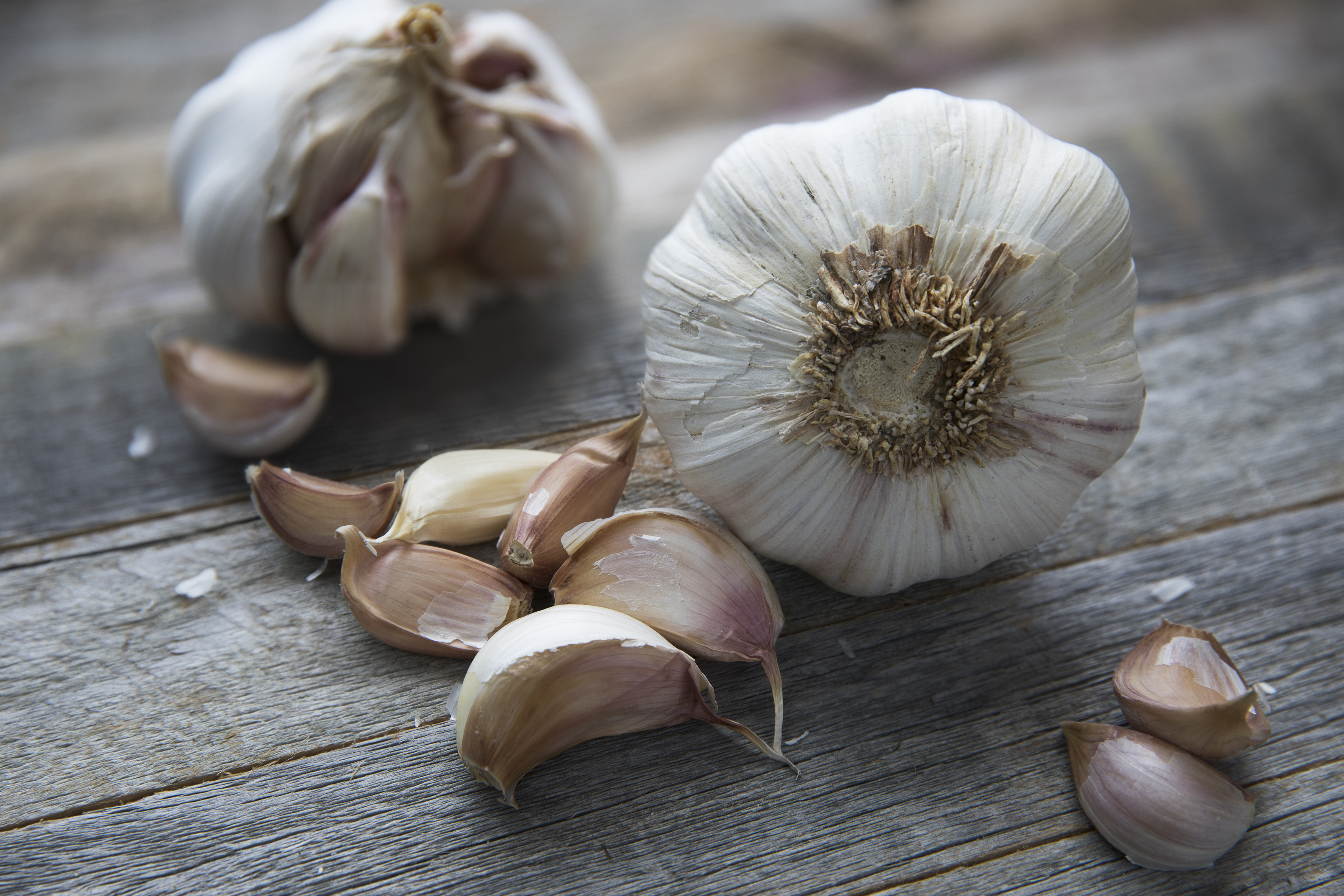
Knoblauch enthält Dimethyltetrasulfid

Dimethyltetrasulfid kommt in Schnittlauch, Brokkoli, Eidechsenwurz, Zwiebeln, Knoblauch, der chinesischen Zwiebel (Allium chinense), sowie in Ferula persica vor. In einer Studie am Öl von Allium stipitatum wurde ein Gehalt an Dimethyltetrasulfid von 6,47 % ermittelt. Neben den pflanzlichen Vorkommen ist es auch eine Geschmackskomponente in fermentierter Garnelenpaste. Ebenso ist es mitverantwortlich für den unangenehmen Geruch in manchen Fällen von Algenblüten.

## Biosynthese
Methionin ist ein Vorläufer organischer Schwefelverbindungen (inklusive Dimethyltetrasulfid) bei Algenblüten. Vermutlich ist der letzte Schritt in der Biosynthese von Dimethylpolysulfiden, inklusive Dimethyltetrasulfid, die Methylierung entsprechender anorganischer Polysulfidionen.

## Eigenschaften
Unter Erhitzung unterläuft Dimethyltetrasulfid eine homolytische Spaltung. Die Dissoziationsenergie der zentralen Bindung beträgt etwa 36 kcal/mol; die symmetrische Spaltung ist gegenüber einer unsymmetrischen deutlich bevorzugt. Die entstehenden Radikale reagieren weiter zu Dimethyloligosulfiden unterschiedlicher Kettenlänge, von Dimethyltrisulfid bis Dimethylhexasulfid. Dimethyldisulfid tritt dabei nur in Spuren auf.
Dimethyltetrasulfid hat antimikrobielle Eigenschaften, zum Beispiel gegen Staphylococcus aureus.

## Verwendung
Die bei der homolytischen Spaltung von Dimethyltetrasulfid entstehenden Radikale können beispielsweise als Starter für Polymerisationen von Acrylnitril verwendet werden und kann in sehr kleiner Konzentration die Polymerisation von Methylmethacrylat beschleunigen. Daneben können diese Radikale auch Doppelbindungen hydrieren oder isomerisieren.

## Nachweis
Im 1H-NMR kann Dimethyltetrasulfiden von anderen entsprechenden Oligosulfiden anhand der chemischen Verschiebung unterschieden werden, da eine höhere Zahl an Schwefelatomen in diesen Verbindungen zu einer Tieffeldverschiebung führt. Ein Nachweis mit Gaschromatographie-Massenspektrometrie ist ebenfalls möglich.